# Борис Бекер
Борис Франц Бекер (Лајмен, 22. новембар 1967) бивши је немачки тенисер. Победио је на шест гренд слем турнира у појединачној конкуренцији и освојио је златну медаљу на Олимпијским играма у Барселони у пару са Михаелом Штихом. Најмлађи је победник турнира у Вимблдону, титулу је освојио када је имао 17 година и 227 дана. Играо је на осам АТП финала а победио је на три. Магазин Тенис (енгл. Tennis) га је сврстао на 18. место међу 40 најбољих тенисера у периоду од 1965. до 2005. Од децембра 2013. до децембра 2016. Бекер је био први тренер српског тенисера Новака Ђоковића.

## Биографија

### Детињство
Борис Бекер је рођен у Лајмену у ондашњој Западној Немачкој, као син јединац Карла и Елвире Бекер, одгајан је као католик.

### Тениска каријера

#### 1980-е
Борис Бекер је постао професионални тенисер 1984. Први турнир је освојио у Минхену у конкуренцији парова, тренер му је био Гинтер Бош док му је Јон Циријак био менаџер. Први АТП турнир је освојио у јуну 1985. у Квинс клубу, да би две недеље касније, 7. јула, победио у појединачној конкуренцији на турниру у Вимблдону. Тиме је постао први Немац и први тенисер који није био носилац победник овог турнира, у финалу је победио Кевина Курена у четири сета. У то време је са 17 година и 227 био најмлађи освајач неког Гренд слем турнира. Тај рекорд је 1989. надмашио Мајкл Ченг освојивши Ролан Гарос.
Наредне године, Бекер је одбранио титулу у Вимблдону, победивши ондашњег првог играча света Ивана Лендл у три сета. Године 1987. је као други играч света изгубио у другом колу Вимблдона од Питера Дуана. Исте године у Дејвис купу, Борис Бекер и Џон Макенро су одиграли један од најдужих мечева у историји тениса. Бекер је победио резултатом 4-6, 15-13, 8-10, 6-2, 6-2 (у то време није било тај-брека у Дејвис купу). Меч је трајао 6 сати и 22 минута.
У финалу Вимблдона 1988. је изгубио у четири сета од Стефана Едберга у мечу који означио почетак великог ривалства на Вимблдону. Исте године Бекер је помогао Немачкој да по први пут освоји Дејвис куп. На крају сезоне победио је на АТП финалу у Њујорку победивши, петоструког победника овог турнира, Ивана Лендла у финалу.
Током 1989. Борис Бекер је освојио две Гренд слем титуле, Вимблдон и Ју-Ес опен, док је на Ролан Гаросу изгубио у полуфиналу. Са Немачком је поново освојио Дејвис куп а према избору АТП изабран је за најбољег тенисера на свету иако није био први на АТП ранг листи.

#### 1990-е
Године 1990. се по трећи пут узастопно састао са Стефаном Едбергом у финалу Вимблдона али је овог пута изгубио у пет сетова. На Ју-Ес опену га је у полуфиналу победио Андре Агаси. Наредне године се по први пут пласирао у финале Аустралијан опена и победио Ивана Лендла. Након овог тријумфа по први пут је постао број један на АТП листи. Исте године је изгубио у полуфиналу Ролан Гароса од Андреа Агасија. Током ове године провео је дванаест недеља на првом месту АТП листе али није успео да сезону заврши на овој позицији.
Током 1992. победио је на седам турнира укључујући и победу на АТП финалу. На Олимпијским играма у Барселони освојио је у пару са Михаелом Штихом златну медаљу.
Током 1993. и 1994. није имао успеха на Гренд слем турнирима да би 1995. по седми пут играо у финалу Вимблдона. Ту је поражен од Пита Сампраса резултатом 3-1 у сетовима. Исте године је по трећи пут победио на АТП финалу у Франкфурту. Свој последњи Гренд слем турнир је освојио 1996. када је победио Мајкла Ченга у финалу Аустралијан опена. Исте године је по четврти пут победио на турниру у Квинсу.
На АТП финалу те године Бекер је изгубио у финалу од Пита Сампраса.
После пораза у четвртфиналу Вимблдона од Пита Сампраса 1997. Бекер се зарекао да више неће играти на овом турниру, међутим играо је и 1999. када је поражен у четвртом колу од Патрика Рафтера.
Бекер је најбоље резултате постизао на брзим подлогама, посебно на трави и на тепиху, на ком је освојио 26 титула. Неколико пута се пласирао у финала турнира на шљаци али никада није успео да победи. Његови најбољи резултати на Ролан Гаросу су полуфинала 1987, 1989. и 1991.

### Стил игре
Бекерова игра је била заснована на брзом и добро пласираном сервису, због чега је добио надимак „Бум Бум“, и одличним волејима на мрежи. Атлетске способности у комбинацији са сервис – волеј игром су биле заштитни знак Бориса Бекера током каријере. Његова игра се такође одликовала и снажним форхендом и ретерном.

### Приватан живот
Борис Бекер има два сина, Ноу Габријела и Елијаса Балтазара, са глумицом и дизајнерком Барбаром Фелтус. Такође има и дете са Анђелом Јермаковом. У априлу 2022. осуђен је на две и по године затвора под оптужбом за скривање имовине, у вези са банкротом 2017. године. Казну служи у затвору у Лондону.

### Успеси

#### Победе на турнирима (64)

##### Појединачно (49)
| Легенда                |
| Гренд слем (6)         |
| Тенис мастерс куп (3)  |
| АТП мастерс серија (5) |
| АТП турнир (35)        |

| Титуле по подлогама |
| чврста (16)         |
| трава (7)           |
| шљака (0)           |
| тепих (26)          |

| Бр. | Датум               | Турнир                        | Подлога | Противник у финалу    | Резултат                |
| 1.  | 16. јуни 1985.      | Лондон                        | трава   | Јохан Крик            | 6:2, 6:3                |
| 2.  | 7. јули 1985.       | Вимблдон                      | трава   | Кевин Карен           | 6:3, 6:7, 7:6, 6:4      |
| 3.  | 25. август 1985.    | Синсинати                     | тврда   | Матс Виландер         | 6:4, 6:2                |
| 4.  | 30. март 1986.      | Чикаго                        | тепих   | Иван Лендл            | 7:6, 6:3                |
| 5.  | 6. јули 1986.       | Вимблдон                      | трава   | Иван Лендл            | 6:4, 6:3, 7:5           |
| 6.  | 17. август 1986.    | Торонто                       | тврда   | Стефан Едберг         | 6:4, 3:6, 6:3           |
| 7.  | 19. октобар 1986.   | Сиднеј                        | тврда   | Иван Лендл            | 3:6, 7:6, 6:2, 6:0      |
| 8.  | 26. октобар 1986.   | Токио                         | тепих   | Стефан Едберг         | 7:6, 6:1                |
| 9.  | 2. новембар 1986.   | Париз                         | тепих   | Серђо Касал           | 6:4, 6:3, 7:6           |
| 10. | 22. фебруар 1987.   | Индијан Велс                  | тврда   | Стефан Едберг         | 6:4, 6:4, 7:5           |
| 11. | 5. април 1987.      | Милано                        | тепих   | Милослав Мечир        | 6:4, 6:3                |
| 12. | 15. Jun 1987.       | Лондон                        | трава   | Џими Конорс           | 6:7, 6:3, 6:4           |
| 13. | 6. март 1988.       | Индијан Велс                  | тврда   | Емилио Санчез Викарио | 7:5, 6:4, 2:6, 6:4      |
| 14. | 2. април 1988.      | Далас                         | тепих   | Стефан Едберг         | 6:4, 1:6, 7:5, 6:2      |
| 15. | 12. јун 1988.       | Лондон                        | трава   | Стефан Едберг         | 6:1, 3:6, 6:3           |
| 16. | 7. август 1988.     | Индијанаполис                 | тврда   | Џон Макенро           | 6:4, 6:2                |
| 17. | 23. октобар 1988.   | Отворено првенство Токија     | тепих   | Џон Фицџералд         | 7:6, 6:4                |
| 18. | 6. новембар 1988.   | Стокхолм                      | тврда   | Петер Лундгрен        | 6:4, 6:1, 6:1           |
| 19. | 5. децембар 1988.   | Тенис мастерс куп             | тепих   | Иван Лендл            | 5:7, 7:6, 3:6, 6:2, 7:6 |
| 20. | 19. фебруар 1989.   | Милано                        | тепих   | Александар Волков     | 6:1, 6:2                |
| 21. | 26. фебруар 1989.   | Филаделфија                   | тепих   | Тим Мејот             | 7:6, 6:1, 6:3           |
| 22. | 9. јул 1989.        | Вимблдон                      | трава   | Стефан Едберг         | 6:0, 7:6, 6:4           |
| 23. | 10. септембар 1989. | Отворено првенство САД        | тврда   | Иван Лендл            | 7:6, 1:6, 6:3, 7:6      |
| 24. | 5. новембар 1989.   | Париз индор                   | тепих   | Стефан Едберг         | 6:4, 6:3, 6:3           |
| 25. | 18. фебруар 1990.   | Брисел                        | тепих   | Карл Уве Штеб         | 7:5, 6:2, 6:2           |
| 26. | 25. фебруар 1990.   | Штутгарт индор                | тепих   | Иван Лендл            | 6:2, 6:2                |
| 27. | 19. август 1990.    | Индијанаполис                 | тврда   | Петер Лундгрен        | 6:3, 6:4                |
| 28. | 7. октобар 1990.    | Сиднеј индор                  | тврда   | Стефан Едберг         | 7:6, 6:4, 6:4           |
| 29. | 28. октобар 1990.   | Стокхолм                      | тепих   | Стефан Едберг         | 6:4, 6:0, 6:3           |
| 30. | 27. јануар 1991.    | Отворено првенство Аустралије | тврда   | Иван Лендл            | 1:6, 6:4, 6:4, 6:4      |
| 31. | 27. октобар 1991.   | Стокхлолм                     | тепих   | Стефан Едберг         | 3:6, 6:4, 1:6, 6:2, 6:2 |
| 32. | 16. фебруар 1992.   | Брисел                        | тепих   | Џим Куријер           | 6:7, 2:6, 7:6, 7:6, 7:5 |
| 33. | 1. март 1992.       | Ротердам                      | тепих   | Александар Волков     | 7:6, 4:6, 6:2           |
| 34. | 4. октобар 1992.    | Базел                         | тврда   | Петр Корда            | 3:6, 6:3, 6:2, 6:4      |
| 35. | 8. новембар 1992.   | Париз индор                   | тепих   | Ги Форже              | 7:6, 6:3, 3:6, 6:3      |
| 36. | 22. новембар 1992.  | Тенис мастерс куп             | тепих   | Џим Куријер           | 6:4, 6:3, 7:5           |
| 37. | 10. јануар 1993.    | Доха                          | тврда   | Горан Иванишевић      | 7:6, 4:6, 7:5           |
| 38. | 14. фебруар 1993.   | Милано                        | тепих   | Сержи Бругера         | 6:3, 6:3                |
| 39. | 13. фебруар 1994.   | Милано                        | тепих   | Петр Корда            | 6:2, 3:6, 6:3           |
| 40. | 7. август 1994.     | Лос Анђелес                   | тврда   | Марк Вудфорд          | 6:2, 6:2                |
| 41. | 21. август 1994.    | Њу Хејвен                     | тврда   | Марк Росе             | 6:3, 7:5                |
| 42. | 30. октобар 1994.   | Стокхолм                      | тепих   | Горан Иванишевић      | 4:6, 6:4, 6:3, 7:6      |
| 43. | 12. фебруар 1995.   | Марсељ                        | тепих   | Данијел Вачек         | 6:7, 6:4, 7:5           |
| 44. | 19. новембар 1995.  | Тенис мастерс куп             | тепих   | Мајкл Ченг            | 7:6, 6:0, 7:6           |
| 45. | 28. јануар 1996.    | Отворено првенство Аустралије | тврда   | Мајкл Ченг            | 6:2, 6:4, 2:6, 6:2      |
| 46. | 16. јун 1996.       | Лондон                        | трава   | Стефан Едберг         | 6:4, 7:6                |
| 47. | 13. октобар 1996.   | Беч                           | тепих   | Јан Симеринк          | 6:4, 6:7, 6:2, 6:3      |
| 48. | 27. октобар 1996.   | Штутгарт                      | тепих   | Пит Сампрас           | 3:6, 6:3, 3:6, 6:3, 6:4 |
| 49. | 8. децембар 1996.   | Гренд Слем куп                | тепих   | Горан Иванишевић      | 6:3, 6:4, 6:4           |

##### Дубл (15)
| Легенда                |
| Гренд Слем (0)         |
| олимпијске игре (1)    |
| АТП мастерс серија (2) |
| АТП турнир (12)        |

| Титуле по подлогама |
| чврста (5)          |
| трава (0)           |
| шљака (3)           |
| тепих (7)           |

| Бр. | Датум              | Турнир               | Подлога | Партнер              | Противник                         | Резултат           |
| 1.  | 20. мај 1984.      | Минхен               | шљака   | Војћех Фибак         | Флорин Сегарчану Ерик Фром        | 6:4, 4:6, 6:1      |
| 2.  | 23. март 1986.     | Брисел               | тепих   | Слободан Живојиновић | Џон Фицџералд · Томаш Шмид        | 7:6, 7:5           |
| 3.  | 19. октобар 1986.  | Сиднеј индор         | тврда   | Џон Фицџералд        | Питер Макнамара Пол Макнами       | 6:4, 7:6           |
| 4.  | 29. март 1987.     | Брисел               | тепих   | Слободан Живојиновић | Чип Хупер Мајк Лич                | 7:6, 7:6           |
| 5.  | 5. април 1987.     | Милано               | тепих   | Слободан Живојиновић | Серђо Касал Емилио Санчез Викарио | 3:6, 6:3, 6:4      |
| 6.  | 15. новембар 1987. | Франкфурт на Мајни   | тепих   | Патрик Кинен         | Скот Дејвис Дејвид Пејт           | 6:4, 6:2           |
| 7.  | 21. фебруар 1988.  | Милано               | тепих   | Ерик Јелен           | Мирослав Мечир · Томаш Шмид       | 6:3, 6:3           |
| 8.  | 6. март 1988.      | Мастерс Индијан Велс | тврда   | Ги Форже             | Хорге Лозано Тод Витскен          | 6:4, 6:4           |
| 9.  | 19. март 1989.     | Индијан Велс         | тврда   | Јакоб Хласек         | Кевин Карен Дејвид Пејт           | 7:6, 7:5           |
| 10. | 11. март 1990.     | Мастерс Индијан Велс | тврда   | Ги Форже             | Џим Граб Патрик Макенро           | 4:6, 6:4, 6:3      |
| 11. | 16. фебруар 1992.  | Брисел               | тепих   | Џон Макенро          | Ги Форже Јакоб Хласек             | 6:3, 6:2           |
| 12. | 26. април 1992.    | Монте Карло          | шљака   | Михаел Штих          | Петр Корда Карел Новачек          | 6:4, 6:4           |
| 13. | 8. август 1992.    | Олимпијске игре 1992 | шљака   | Михаел Штих          | Вејн Фереира Пиет Норвал          | 7:6, 4:6, 7:6, 6:3 |
| 14. | 10. јануар 1993.   | Доха                 | тврда   | Патрик Кинен         | Шелби Кенон Скот Мелвил           | 6:2, 6:4           |
| 15. | 19. фебруар 1995   | Милано               | тепих   | Ги Форже             | Петр Корда Карел Новачек          | 6:2, 6:4           |